# Ahmed Shawqi

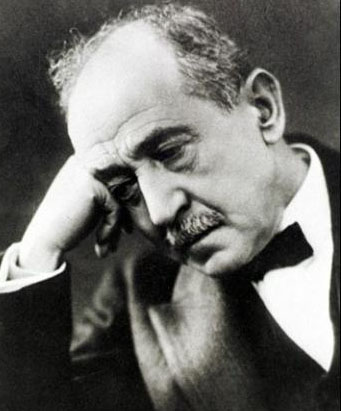
Ahmed Shawqi

Ahmed Shawqi (auch Ahmed Schawqi bzw. Ahmad Schauqi; * 1868; † 23. Oktober 1932) war ein ägyptischer Dichter. Er gilt als ein Wegbereiter der modernen arabischen Lyrik.

## Leben
Shawqi wuchs in einer begüterten Umgebung auf; seine Familie hatte gute Verbindungen zum Hof des Khediven von Ägypten. Nach dem Besuch der Hochschule besuchte Shawqi ein juristisches Kolleg, das er 1890 mit einem Diplom für juristische Übersetzungen abschloss. Daraufhin wurde ihm eine Stelle am Hof von Abbas II. angeboten, die er auch annahm. Aus dieser Zeit stammen seine ersten erhaltenen Werke, meist Lobgesänge auf den Kalifen. Nach einem Jahr wurde Shawqi zur Abrundung seiner Studien für drei Jahre an die Universitäten von Montpellier und Paris gesandt. Während dieser Zeit kam Shawqi mit den Werken französischer Theaterautoren in Berührung, von denen ihn besonders Molière und Racine nachhaltig beeinflussten.
Nach seiner Rückkehr nach Ägypten im Jahr 1894 wuchs Shawqis Einfluss auf die arabische Literatur beständig. Seine Erfahrungen, die er in seiner Studienzeit in Frankreich sammelte, ließ er nun in die traditionelle arabische Literatur einfließen. Dadurch schuf er die ersten lyrischen Theaterformen der modernen ägyptischen Literatur. Seine zweite große Schaffensperiode begann aber erst 1914, als ihn die Engländer aus politischen Gründen ins Exil in das spanische Andalusien schickten. In dieser Zeit entstanden besonders patriotische und heimatbetonte Gedichte. Nachdem Shawqi 1920 aus dem Exil zurückkehren durfte entstanden besonders Gedichte, die den Glanz des Ägyptens der Pharaonen und des Islams hervorhoben. Seine bekanntesten religiösen Werke, zum Beispiel die Lobpreisungen Mohammeds, entstanden in dieser Periode. Auch seine wichtigsten Theaterstücke, die stark vom Stil seiner Gedichte geprägt waren, schrieb er in diesem Zeitraum. 1927 wurde Shawqi für seine Werke der Titel Amir Al-Sho'araa, übersetzt Prinz der Poeten, verliehen.
Vor seinem Exil lebte Shawqi meist in der Nähe des Kalifenpalastes in Sarah El-Qobba. Nach seiner Rückkehr aus dem Exil kaufte Shawqi ein Haus bei Gizeh, in dem er bis zu seinem Tod 1932 wirkte. Das Haus wird heute als Ahmed Shawky Museum zur Erinnerung an seinen Besitzer genutzt.

## Werke
Von Shawqis Werken sind besonders seine Theaterstücke überliefert; er schrieb fünf lyrische Tragödien – darunter sein bekanntestes Werk Der Tod der Kleopatra – zwei Komödien und sein einziges Prosastück Die Prinzessin von Andalusien. Eine vierbändige Sammlung seiner Gedichte kam unter dem Titel Esh-Shawqiyyat in die Buchhandlungen; sie enthalten auch seine bekannteste Mohamed-Lobpreisung Nahj al-Burda. Gesondert erschienen ist eine in Verse gesetzte Geschichte des Islam. Daneben sind einige Novellen und sein Lehrbuch für moderne arabische Poesie überliefert.
Auf Deutsch ist 2023 eine arabisch-deutsche, von Said Baalbaki illustrierte Ausgabe mit einer Auswahl seiner Gedichte für Kinder unter dem Titel Es bringt der Papagei den Hund zur Raserei erschienen (Edition Orient).